# Moraea garipensis
Moraea garipensis är en irisväxtart som beskrevs av Peter Goldblatt. Moraea garipensis ingår i släktet Moraea och familjen irisväxter. IUCN kategoriserar arten globalt som livskraftig.
Artens utbredningsområde är Namibia. Inga underarter finns listade i Catalogue of Life.